# مردنو
مِردُنُو روستایی از توابع بخش مرکزی شهرستان بستک در غرب استان هرمزگان در جنوب ایران واقع شده است.
این روستا در فاصله ۲۴ کیلومتری شمال بستک واقع است.
در سال ۱۴۰۲ ساکنین روستای مردنو نارضایتی خود را در سایت بستک نیوز مبنی بر عملکرد ضعیف دهیار این روستا ابراز کردند.
دهیار این روستا طرح شفافیت مالی را ندارند و مشخص نیست بودجه‌های دهیاری صرف چه چیزهایی می‌گردد.

## محدوده مِردُنُو
از شمال کوه، از جنوب و مغرب روستای شیخ حضور و از مشرق به گلویه محدود می‌کردد.

## جمعیت
در حدود
جمعیت این روستا بر اساس سرشماری سال ۱۳۸۵ ۶۸۹ نفر (۱۹۸ خانوار)
بوده است. که از اهل سنت و از شاخه شافعی هستند یعنی از پیروان امام محمد ادریس شافعی می‌باشند و به زبان اچمی تکلم می‌کنند.
دارای دبستان، مدرسه راهنمایی، برق، ۲۵ باب آب‌انبار برکه و سه مسجد است. این روستا دارای مرکز مخابرات در اختیار مردم است.
از راه سراسری بستک لار ۲ کیلومتر فاصله دارد.
رودخانه شور در بین است که در سال۷۵ پلی بزرگ بر روی این رودخانه ساخته شده تا اهالی این روستا در فصل بارندگی و طغیان رودخانه مشکلی نداسته باشند.

## قنات
دارای سه رشته قنات با ۳۶۰ حلقه (فتحه) قنات به طول ۱۲ کیلومتر است.
۴۰۰۰ من (۱۶۰۰ کیلو کرم) زراعت می‌شود.
تعداد زیاد نخل‌ها و سه حلقه قنات که در این روستا قرار دارد نشان از علاقه مردم آیت روستا به کشاورزی است که متأسفانه با از بین رفتن قنات‌ها نخلستانهای قدیمی نیز در معرض نابودی کامل قرار گرفته است. با تلاش شورای اسلامی روستا قنات‌ها در حال تعمیر هستند تا بتوان از ان استفاده کرد. هم‌اکنون مردم این روستا با حفر چاه و نصب موتور آب کشاورزی می‌کنند که عمده محصولات آن‌ها هندوانه، خیار، خرما، گوجه فرنگی و… می‌باشد
دارای ۱۰۰۰۰ اصله نخل آبی و ۲۰۰۰ اصله نخل دیم و ۲۰۰۰۰ کیلوگرم زمین زراعتی دیم کار است، و نیز دو رشته قنات بایر وجود دارد که در نزدیک روستا واقع است.
در زلزله سال ۱۳۳۵ خورشیدی ده قدیم ویران و ده جدید در شمال ده قدیم نوسازی شد.
از دیگر آثار مهم این روستا:قبرهای ده من، قبرهای گبری، قلعه دیزی است که قرار است میراث فرهنگی شهرستان آن را مرمت و بازسازی کند.

## فهرست منابع و مآخذ
- محمدیان، کوخردی، محمد.  «شهرستان بستک و بخش کوخرد»  ج۱. چاپ اول، دبی: سال انتشار ۲۰۰۵ میلادی.
- عباسی، قلی، مصطفی،  «بستک وجهانگیریه» ، چاپ اول، تهران: ناشر: شرکت انتشارات جهان معاصر، سال ۱۳۷۲ خورشیدی.
- سلامی، بستکی، احمد.  (بستک در گذرگاه تاریخ)  ج۲ چاپ اول، ۱۳۷۲ خورشیدی.
- بالود، محمد.  (فرهنگ عامه در منطقه بستک)  ناشر همسایه، چاپ زیتون، انتشار سال ۱۳۸۴ خورشیدی.
- بنی عباسیان، بستکی، محمد اعظم،  «تاریخ جهانگیریه»  چاپ تهران، سال ۱۳۳۹ خورشیدی.
- الکوخردی، محمد، بن یوسف، (کُوخِرد حَاضِرَة اِسلامِیةَ عَلی ضِفافِ نَهر مِهران Kookherd, an Islamic District on the bank of Mehran River) الطبعة الثالثة، دبی: سنة ۱۹۹۷ للمیلاد.
- بختیاری، سعید،  «اتواطلس ایران» ، “ مؤسسه جغرافیایی وکارتگرافی گیتاشناسی، بهار ۱۳۸۴ خورشیدی.
- نگاره‌ها از: محمد محمدیان.
- محمد، صدیق «تارخ فارس» صفحه‌های (۵۰ ـ ۵۱ ـ ۵۲ ـ ۵۳)، چاپ سال ۱۹۹۳ میلادی.
- محمدیان، کوخری، محمد، “ (به یاد کوخرد) “، ج۱. ج۲. چاپ اول، دبی: سال انتشار ۲۰۰۳ میلادی.
- اطلس گیتاشناسی استان‌های ایران [Atlas Gitashenasi Ostanhai Iran] (Gitashenasi Province Atlas of Iran)